# Nordlig jättestormfågel
Nordlig jättestormfågel (Macronectes halli) är en är en stor havsfågel, mycket närbesläktad med sydlig jättestormfågel (Macronectes giganteus), i familjen liror inom ordningen stormfåglar.
.

## Kännetecken
Jättestormfåglarna har till skillnad från albatrosserna bredare vingar, kortare stjärt, kraftigare kropp och upplevs som mindre graciösa i luften. Den har en mycket kraftig gulfärgad näbb som är täckt av hornplattor. Dessutom har de en distinkt rörformig näsöppning vilket kännetecknar hela ordningen. Ögonen är små och fötternas färg är svart- eller brunaktig. Hanen är i genomsnitt större än honan.
Jättestormfåglarna delar med albatrosser en anpassning där en sena låser skuldrorna när vingen är fullt utfälld vilket innebär att vingen kan hållas ut från kroppen utan någon muskelansträngning.. Dock saknar de albatrossernas eleganta flygstil utan flyger istället med en serie långsamma slag med styva vingar omväxlande med korta glid.
Arten når en vingspann över 200 centimeter och en kroppslängd mellan 80 och 95 centimeter. Att skilja de båda arterna av jättestormfågel i fält är inte alltid enkelt. Enklast skiljer man dem åt i adult dräkt då den nordliga arten har mörka vingframkanter och röd näbbspets med ett mörkt fält på undre näbbspetshalvan, medan den sydliga har vita vingframkanter, ljus näbbspets och ett ljusgrönt fält på undre näbbspetshalvan. Den nordliga har dessutom till skillnad från sydlig jättestormfågel bara en färgfas, en mörk men ingen ljus. Juvenila individer i mörk fas kan vara svåra att artbestämma även på närmare håll.

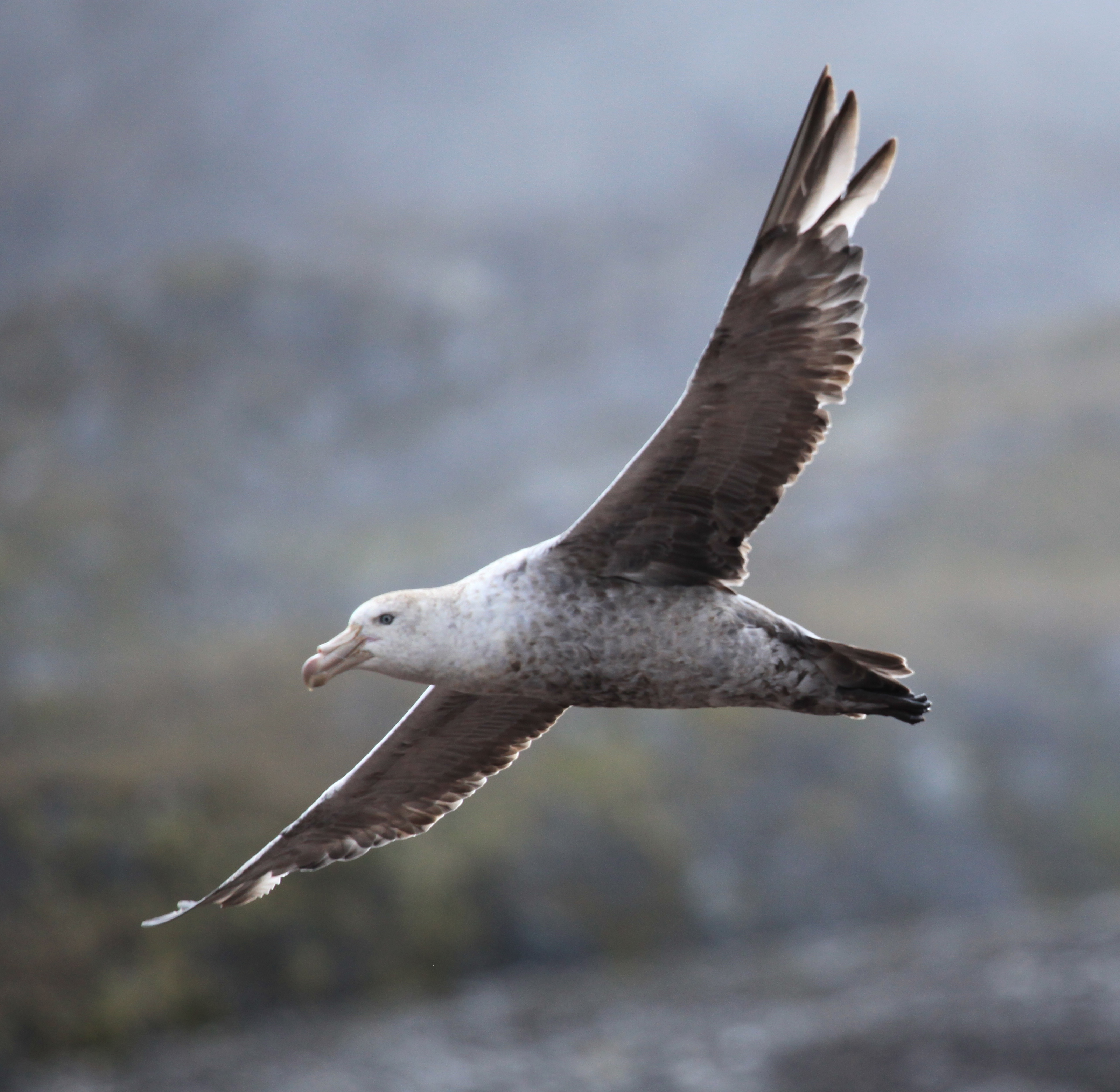
Flygande individ.

## Utbredning och systematik
Fågeln häckar på mindre öar i de varmare delarna av den antarktiska oceanen, i Sydgeorgien, Prins Edwardöarna, Crozetöarna, Kerguelen, Macquarieön, samt i Chatham-, Auckland-, Campbell- och Antipodöarna kring Nya Zeeland. Utanför häckningstiden lever fågeln pelagiskt. De sprider sig då norrut till mer tempererade hav över ett mycket stort område, och når så långt som till Stenbockens vändkrets. Till skillnad från sydlig jättestormfågel har inga säkra fynd gjorts i Europa, däremot två som är obestämda till art, dels 2 november 1967 utanför Frankrike, dels 2 juli 2019 utanför Durham i Storbritannien.

### Släktskap
Tillsammans med de två arterna av stormfågel (Fulmarus glacialis och F. glacialoides), ispetrell (Pagodroma nivea), antarktispetrell (Thalassoica antarctica) och brokpetrell (Daption capense) bildar jättestormfåglarna en undergrupp i familjen liror. Före 1966 behandlades de båda jättestormfåglarna som en art, men sydlig och nordlig jättestormfågel förekommer sympatriskt och häckar till och med gemensamt på flera öar. Hybridisering förekommer dock som resulterar i individer med intermediärt utseende, på exempelvis Falklandsöarna och Gough Island.

## Levnadssätt
Jättestormfåglarna är unika inom sin ordning då de har starka ben och födosöker på land där de äter as från andra fåglar och av säl och attackerar andra arters fågelungar. Den äter även juvenila pingviner och följer ofta efter fartyg på jakt efter avfall. Det är huvudsakligen honor som jagar levande djur. När fågeln känner sig hotade utstöter den ett illaluktande oljehaltigt ämne ur magsäcken.

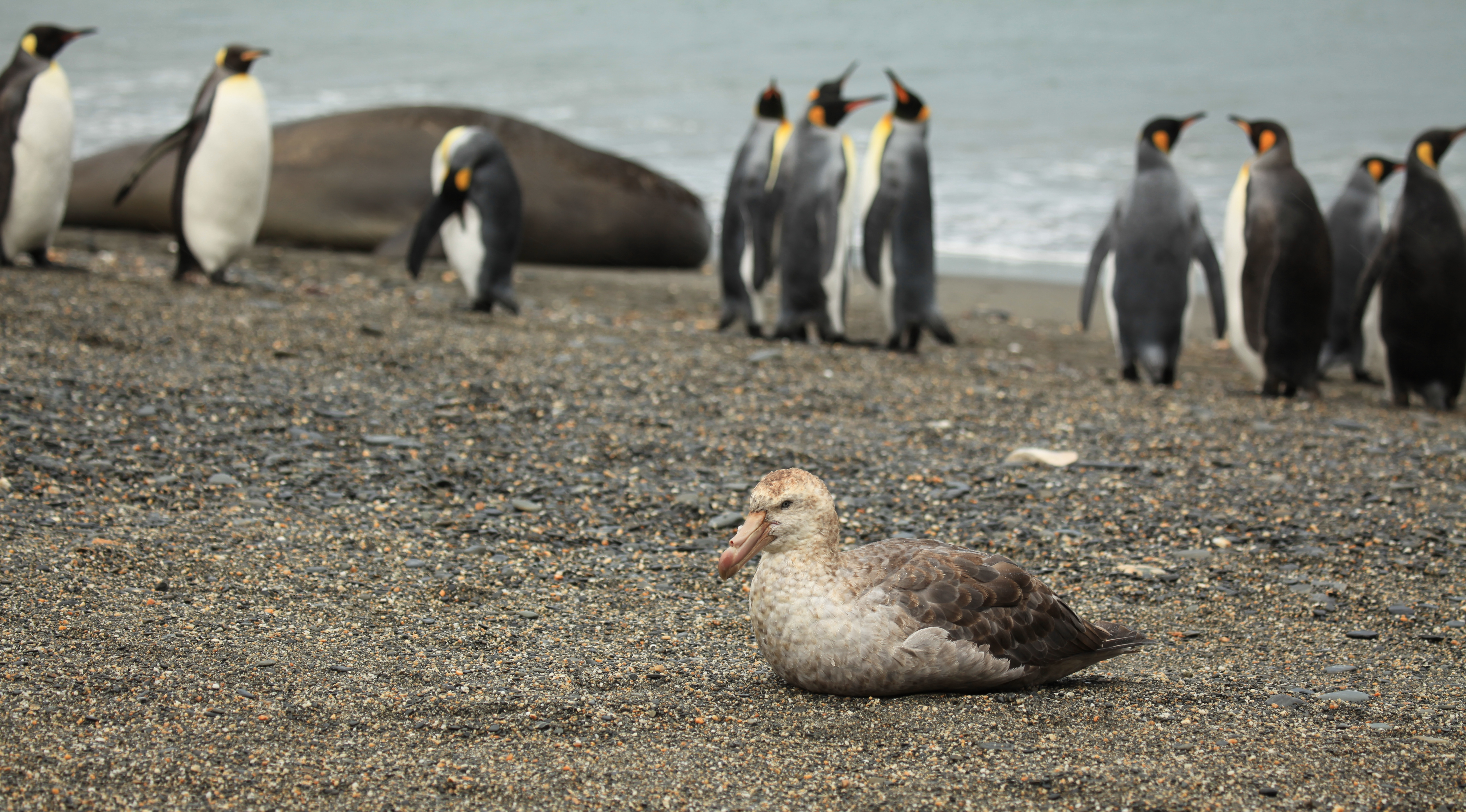
Nordlig jättestormfågel bland kungspingviner.

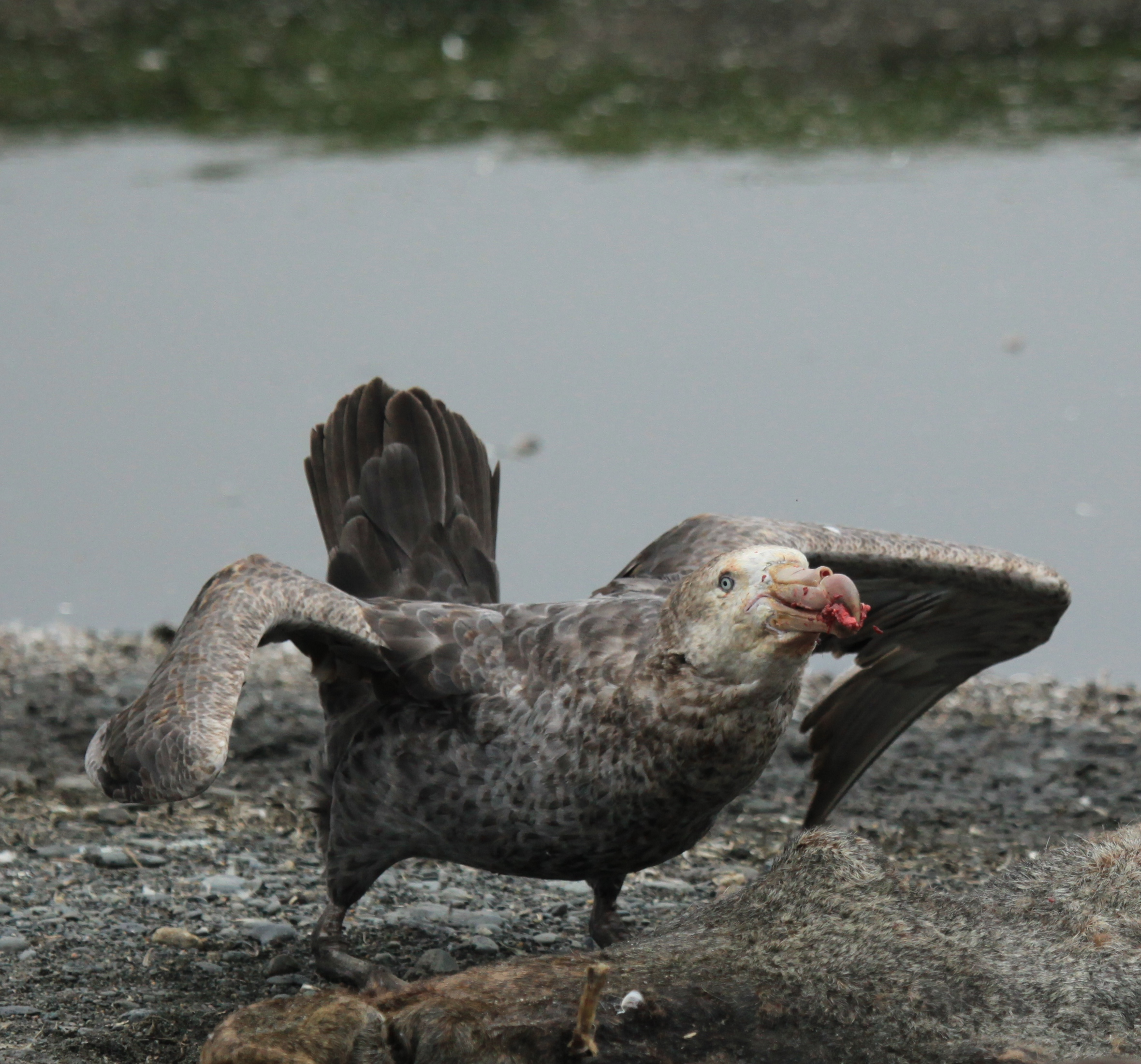
Nordlig jättestormfågel som äter från ett sälkadaver.

### Häckning
Honorna lägger ett ägg i augusti eller september. Äggen ruvas av både hanen och honan i ungefär 57–62 dagar.

## Status
Nordlig jättestormfågel har en liten världspopulation på endast 23.600 vuxna individer. Den ökar dock i antal. Internationella naturvårdsunionen IUCN anser inte att den är hotad och kategoriserar den som livskraftig.

## Namn
Fågelns vetenskapliga artnamn hedrar den australiensiske ornitologen Robert Hall (1867-1949).